# Hannes Mäkinen
Hannes Mäkinen, född 12 november 1901, död 5 november 1938, var en finsk vänsterpolitiker som var aktiv på 1930-talet i FKP:s styrelse i Sovjetunionen och partiledare 1935-1937. Han arbetade även aktivt i Komintern och han använde täcknamnet Matti Stein.

## Biografi
Den vid tidpunkten 17-åriga Mäkinen deltog i finska inbördeskriget på de rödas sida. Han var del av röda gardets flygande division och ledde även Riihimäkis kvinnodivision senare under kriget. Efter kriget jobbade Mäkinen som sekreterare för Finlands Socialdemokratiska Ungdomsförbund. Mäkinen var även vice medlem i Finlands Socialistiska Arbetarepartis verkställande utskott. Hans uppdrag avbröts när Detektiva centralpolisen arresterade honom med övriga partitoppar den 26 januari 1922. Han fick tre års straff för sitt politiska agerande. Efter sin frigivning bjöds Mäkinen in till Moskva där han studerade vid den Internationella Leninskolans tyskspråkiga sektor 1926-1928. Efter sina studiers slut föreläste han på Kommunistiska universitetet för västerns minoriteter i Leningrad om partihistoria och han lärde även ibland i Leninskolan.
Mäkinen var i Sovjetunionen del av FKP:s ungdomsdel, vars uppgift det var att stödja Finlands kommunistiska ungdomsförbunds aktivitet. Mäkinen kom med i FKP:s centralkommitté i slutet av 1920-talet. Från 1930-talets början till 1937 hörde han till FKP:s ryskbaserade "utrikesbyrå". Han valdes till partiets ordförande efter att Kullervo Manner avsatts. Som partiledare var han även FKP:s representant i Kominterns verkställande kommitté 1935-1937.
Mäkinen var gift med tyskan Martha Moritz. Moritz var en av Tysklands kommunistiska partis så kallade brandlerister. Moritz greps i samband med Stalins utrensning den 8 september 1937 och inom ett par veckor avsattes Mäkinen från partiordförandeskapet, eftersom en statsfiendes make inte kunde vara kvar på en synlig plats. Mäkinen fick även efter detta översätta många verk anonymt. Mäkinen greps själv i nästa våg av utrensningar i april 1938, varpå han dömdes till tio år i fångläger. Beskyllelsen var att han hade värvats till spion för Finland efter ett kortvarigt gripande i Stockholm 1935. Han anklagades även för att ha varit i kontakt med Otto Vilmi, fastän Vilmi redan var arresterad vid tidpunkten. Mäkinen dog i fånglägret redan samma år i november, troligen avrättad.